# Nikita Larionov
Pour les articles homonymes, voir Larionov.
Nikita Larionovitch Larionov (en russe : Никита Ларионович Ларионов), né le 7 février 1932 à Karmaly (Tchouvachie, URSS) et mort le 22 septembre 2014 à Alikovo (Tchouvachie, Russie), est un poète russe d'ethnie tchouvache,,.

## Biographie
Né en 1932 à Karmaly, Nikita Larionov étudie à l'Université pédagogique de Tchouvachie (ru). Après son diplôme, il travaille à l'école d'Alikovo comme professeur de littérature tchouvache et entraîneur athlétique.
Il est membre de l'Union des écrivains russes et, depuis 1991, de l'Union des écrivains tchouvaches. Son genre poétique est caractérisé par l'optimisme et l'amour de la vie.
Il meurt le 22 septembre 2014 d'une insuffisance cardiaque et est enterré à la campagne, dans le même cimetière que sa femme.

## Œuvres
Parmi ses seize livres publiés, on rappelle :
- «Йěпкěн хěрлě хăю», (Fiche rouge)
- «Олимпийский балл, (Fiche olympique), romance, Moscou, 1986.
- "Хĕр тупри" (Richesses), Alikovo-Tcheboksary, 2001.
- "Ват ăшши" (Été indien), Tcheboksary, 2010.